# 33559 Laurencooper
33559 Laurencooper este o planetă minoră (asteroid), cu un diametru de 4,21 km, din centura de asteroizi. A fost descoperită pe 10 mai 1999 la Experimental Test Site⁠(d) de Lincoln Near-Earth Asteroid Research. 
Obiectul prezintă o orbită caracterizată de o semiaxă mare de 2,271929 UAi, o excentricitate de 0,13, o înclinație de 6,02826 ° în raport cu ecliptica.